# Fussball Club Erzgebirge Aue 2005-2006
Questa voce raccoglie le informazioni riguardanti il Erzgebirge Aue nelle competizioni ufficiali della stagione 2005-2006.

## Stagione
Nella stagione 2005-2006 l'Erzgebirge Aue, allenato da Gerd Schädlich, concluse il campionato di 2. Bundesliga al 7º posto. In Coppa di Germania l'Erzgebirge Aue fu eliminato al secondo turno dal Bayern Monaco.

## Rosa
| N. |                      | Ruolo | Calciatore       |
| -- | -------------------- | ----- | ---------------- |
| 1  | Bulgaria (bandiera)  | P     | Russi Petkov     |
| 2  | Germania (bandiera)  | C     | Daniel Jungwirth |
| 3  | Polonia (bandiera)   | D     | Tomasz Kos       |
| 4  | Rep. Ceca (bandiera) | A     | Tomáš Klinka     |
| 5  | Germania (bandiera)  | D     | Norman Loose     |
| 6  | Germania (bandiera)  | C     | Jörg Emmerich    |
| 7  | Germania (bandiera)  | C     | Marco Kurth      |
| 10 | Georgia (bandiera)   | C     | Davit Siradze    |
| 11 | Germania (bandiera)  | C     | Florian Heller   |
| 12 | Germania (bandiera)  | C     | Kevin Hampf      |
| 13 | Germania (bandiera)  | A     | Sebastian Helbig |
| 14 | Albania (bandiera)   | C     | Skerdilaid Curri |

| N. |                      | Ruolo | Calciatore            |
| -- | -------------------- | ----- | --------------------- |
| 15 | Rep. Ceca (bandiera) | C     | Richard Dostálek      |
| 17 | Germania (bandiera)  | C     | Hendrik Liebers       |
| 18 | Germania (bandiera)  | C     | Christian Mikolajczak |
| 20 | Germania (bandiera)  | D     | Sven Günther          |
| 21 | Germania (bandiera)  | P     | Jörg Hahnel           |
| 23 | Germania (bandiera)  | D     | René Trehkopf         |
| 24 | Germania (bandiera)  | D     | Uwe Ehlers            |
| 25 | Polonia (bandiera)   | P     | Tomasz Bobel          |
| 28 | Germania (bandiera)  | C     | Christian Lenze       |
| 29 | Polonia (bandiera)   | A     | Andrzej Juskowiak     |
| 30 | Turchia (bandiera)   | A     | Ersin Demir           |

## Organigramma societario
Area tecnica
- Allenatore: Gerd Schädlich
- Allenatore in seconda: Holger Erler
- Preparatore dei portieri:
- Preparatori atletici:

## Calciomercato

### Sessione estiva
| Acquisti | Acquisti              | Acquisti         | Acquisti |
| R.       | Nome                  | da               | Modalità |
| -------- | --------------------- | ---------------- | -------- |
| C        | Richard Dostálek      | Slovácko         |          |
| C        | Florian Heller        | Greuther Fürth   |          |
| C        | Daniel Jungwirth      | Bayern Monaco II |          |
| A        | Tomáš Klinka          | FC Trinity Zlín  |          |
| D        | Norman Loose          | Unterhaching     |          |
| C        | Christian Mikolajczak | LR Ahlen         |          |
| A        | Vitus Nagorny         | Elversberg       |          |

| Cessioni | Cessioni           | Cessioni             | Cessioni |
| R.       | Nome               | da                   | Modalità |
| -------- | ------------------ | -------------------- | -------- |
| C        | Frank Berger       | Chemnitz             |          |
| C        | Gregor Berger      | Sachsen Lipsia       |          |
| D        | Holger Hasse       | Carl Zeiss Jena      |          |
| C        | Matthias Heidrich  | Alemannia Aquisgrana |          |
| C        | Maik Kunze         | Carl Zeiss Jena      |          |
| D        | Rüdiger Rehm       | Kickers Offenbach    |          |
| A        | Khvicha Shubitidze | St. Pauli            |          |

### Sessione invernale
| Acquisti | Acquisti        | Acquisti              | Acquisti |
| R.       | Nome            | da                    | Modalità |
| -------- | --------------- | --------------------- | -------- |
| C        | Christian Lenze | Eintracht Francoforte |          |
| C        | Davit Siradze   | Lokomotiv Tbilisi     |          |

| Cessioni | Cessioni         | Cessioni          | Cessioni |
| R.       | Nome             | da                | Modalità |
| -------- | ---------------- | ----------------- | -------- |
| D        | Fabian Bröcker   | Elversberg        |          |
| C        | Zvetomir Tchipev | OFI Heraklion     |          |
| A        | Vitus Nagorny    | Eintracht Treviri |          |

## Risultati

### 2. Bundesliga

#### Girone di andata
| Arbitro: | Wagner |

|                           |           |            |
| Trehkopf 33’ Dostálek 63’ | Marcatori | 60’ Rösler |

| Arbitro: | Winkmann |

|           |           |          |
| Hertl 52’ | Marcatori | 3’ Demir |

| Arbitro: | Dingert |

|                         |           |  |
| Coulibaly 65’ Antar 78’ | Marcatori |  |

| Aue-Bad Schlema 11 settembre 2005, ore 15:00 CEST 4ª giornata | Erzgebirge Aue | 0 – 0 referto | Karlsruhe | Erzgebirgsstadion (12 000 spett.)\| Arbitro: \| Sahler \| |
| Arbitro:                                                      | Sahler         |               |           |                                                           |

| Arbitro: | Schmidt |

|             |           |              |
| Teinert 79’ | Marcatori | 4’ Juskowiak |

| Arbitro: | Seemann |

|                          |           |  |
| Heller 32’ Juskowiak 65’ | Marcatori |  |

| Arbitro: | Wack |

|           |           |  |
| Gómez 58’ | Marcatori |  |

| Aue-Bad Schlema 30 settembre 2005, ore 19:00 CEST 8ª giornata | Erzgebirge Aue | 0 – 0 referto | LR Ahlen | Erzgebirgsstadion (10 200 spett.)\| Arbitro: \| Brombacher \| |
| Arbitro:                                                      | Brombacher     |               |          |                                                               |

| Arbitro: | Rafati |

|           |           |  |
| Prica 22’ | Marcatori |  |

| Arbitro: | Schempershauwe |

|             |           |            |
| Günther 52’ | Marcatori | 39’ Eigler |

| Arbitro: | Kinhöfer |

|             |           |                                        |
| Kennedy 90’ | Marcatori | 6’, 74’ Juskowiak 16’ Demir 79’ Klinka |

| Arbitro: | Sippel |

|              |           |  |
| Emmerich 19’ | Marcatori |  |

| Arbitro: | Schriever |

|          |           |           |
| Shao 68’ | Marcatori | 36’ Demir |

| Arbitro: | Walz |

|  |           |                       |
|  | Marcatori | 63’ Siegert 85’ Fuchs |

| Arbitro: | Gagelmann |

|          |           |  |
| Hout 75’ | Marcatori |  |

| Arbitro: | Winkmann |

|           |           |  |
| Klinka 3’ | Marcatori |  |

| Arbitro: | Frank |

|  |           |           |
|  | Marcatori | 49’ Curri |

#### Girone di ritorno
| Arbitro: | Gräfe |

|                                                     |           |           |
| Klitzpera 42’ Schlaudraff 65’ Reghecampf 74’ (rig.) | Marcatori | 62’ Demir |

| Arbitro: | Weiner |

|                    |           |            |
| Vuković 88’ (aut.) | Marcatori | 47’ Krejčí |

| Arbitro: | Schalk |

|           |           |  |
| Ehlers 8’ | Marcatori |  |

| Arbitro: | Pickel |

|                                             |           |                          |
| Freis 3’, 54’, 76’ Carnell 26’ Federico 63’ | Marcatori | 47’ Klinka 87’ Juskowiak |

| Arbitro: | Stachowiak |

|  |           |                 |
|  | Marcatori | 45’ (rig.) Buck |

| Arbitro: | Seemann |

|            |           |           |
| Benčík 25’ | Marcatori | 44’ Demir |

| Arbitro: | Anklam |

|                                   |           |                         |
| Juskowiak 35’ Emmerich 44’ (rig.) | Marcatori | 58’ Radu 77’ Jungnickel |

| Arbitro: | Frank |

|                              |           |           |
| Kałużny 21’, 77’ Schäfer 57’ | Marcatori | 20’ Lenze |

| Arbitro: | Stark |

|                  |           |                   |
| Siradze 48’, 52’ | Marcatori | 17’ (aut.) Ehlers |

| Arbitro: | Stachowiak |

|            |           |                          |
| Eigler 82’ | Marcatori | 2’ Lenze 8’, 27’ Siradze |

| Arbitro: | Schriever |

|                               |           |  |
| Emmerich 18’ (rig.) Hampf 44’ | Marcatori |  |

| Arbitro: | Kempter |

|                        |           |           |
| Diabang 57’ Türker 75’ | Marcatori | 88’ Kurth |

| Arbitro: | Drees |

|                               |           |  |
| Klinka 14’ Juskowiak 34’, 62’ | Marcatori |  |

| Arbitro: | Welz |

|  |           |           |
|  | Marcatori | 85’ Curri |

| Arbitro: | Kuhl |

|  |           |               |
|  | Marcatori | 78’ Czyszczon |

| Arbitro: | Grudzinski |

|  |           |                     |
|  | Marcatori | 7’ Hampf 71’ Heller |

| Arbitro: | Schempershauwe |

|  |           |                       |
|  | Marcatori | 67’ Weikl 79’ Schmitt |

### Coppa di Germania
| Arbitro: | Drees |

|                     |           |                                         |
| Thamm 22’ Grote 57’ | Marcatori | 4’ Demir 29’ Helbig 51’ (rig.) Emmerich |

| Arbitro: | Gagelmann |

|  |           |             |
|  | Marcatori | 80’ Ballack |

## Statistiche

### Statistiche di squadra
| Competizione      | Punti | In casa | In casa | In casa | In casa | In casa | In casa | In trasferta | In trasferta | In trasferta | In trasferta | In trasferta | In trasferta | Totale | Totale | Totale | Totale | Totale | Totale | DR |
| Competizione      | Punti | G       | V       | N       | P       | Gf      | Gs      | G            | V            | N            | P            | Gf           | Gs           | G      | V      | N      | P      | Gf     | Gs     | DR |
| ----------------- | ----- | ------- | ------- | ------- | ------- | ------- | ------- | ------------ | ------------ | ------------ | ------------ | ------------ | ------------ | ------ | ------ | ------ | ------ | ------ | ------ | -- |
| 2. Bundesliga     | 48    | 17      | 8       | 5       | 4       | 18      | 12      | 17           | 5            | 4            | 8            | 20           | 24           | 34     | 13     | 9      | 12     | 38     | 36     | +2 |
| Coppa di Germania | -     | 1       | 0       | 0       | 1       | 0       | 1       | 1            | 1            | 0            | 0            | 3            | 2            | 2      | 1      | 0      | 1      | 3      | 3      | 0  |
| Totale            | 48    | 18      | 8       | 5       | 5       | 18      | 13      | 18           | 6            | 4            | 8            | 23           | 26           | 36     | 14     | 9      | 13     | 41     | 39     | +2 |

### Andamento in campionato
| Giornata  | 1 | 2 | 3  | 4  | 5  | 6  | 7  | 8  | 9  | 10 | 11 | 12 | 13 | 14 | 15 | 16 | 17 | 18 | 19 | 20 | 21 | 22 | 23 | 24 | 25 | 26 | 27 | 28 | 29 | 30 | 31 | 32 | 33 | 34 |
| --------- | - | - | -- | -- | -- | -- | -- | -- | -- | -- | -- | -- | -- | -- | -- | -- | -- | -- | -- | -- | -- | -- | -- | -- | -- | -- | -- | -- | -- | -- | -- | -- | -- | -- |
| Luogo     | C | T | T  | C  | T  | C  | T  | C  | T  | C  | T  | C  | T  | C  | T  | C  | T  | T  | C  | C  | T  | C  | T  | C  | T  | C  | T  | C  | T  | C  | T  | C  | T  | C  |
| Risultato | V | N | P  | N  | N  | V  | P  | N  | P  | N  | V  | V  | N  | P  | P  | V  | V  | P  | N  | V  | P  | P  | N  | N  | P  | V  | V  | V  | P  | V  | V  | P  | V  | P  |
| Posizione | 5 | 5 | 13 | 12 | 12 | 10 | 13 | 12 | 14 | 12 | 10 | 10 | 10 | 13 | 14 | 13 | 11 | 13 | 12 | 10 | 12 | 12 | 12 | 12 | 12 | 12 | 12 | 8  | 9  | 8  | 7  | 8  | 7  | 7  |

Legenda:

Luogo: C = Casa; T = Trasferta. Risultato: V = Vittoria; N = Pareggio; P = Sconfitta.

### Statistiche dei giocatori
| Giocatore      | 2. Bundesliga | 2. Bundesliga | 2. Bundesliga | 2. Bundesliga | Coppa di Germania | Coppa di Germania | Coppa di Germania | Coppa di Germania | Totale   | Totale | Totale      | Totale     |
| Giocatore      | Presenze      | Reti          | Ammonizioni   | Espulsioni    | Presenze          | Reti              | Ammonizioni       | Espulsioni        | Presenze | Reti   | Ammonizioni | Espulsioni |
| -------------- | ------------- | ------------- | ------------- | ------------- | ----------------- | ----------------- | ----------------- | ----------------- | -------- | ------ | ----------- | ---------- |
| T. Bobel       | 33            | 0             | 1             | 0             | 1                 | 0                 | 0                 | 0                 | 34       | 0      | 1           | 0          |
| F. Bröcker     | 1             | 0             | 0             | 0             | 0                 | 0                 | 0                 | 0                 | 1        | 0      | 0           | 0          |
| S. Curri       | 22            | 2             | 1             | 0             | 1                 | 0                 | 0                 | 0                 | 23       | 2      | 1           | 0          |
| E. Demir       | 31            | 5             | 3             | 0             | 2                 | 1                 | 0                 | 0                 | 33       | 6      | 3           | 0          |
| R. Dostálek    | 29            | 1             | 3             | 1             | 2                 | 0                 | 0                 | 0                 | 31       | 1      | 3           | 1          |
| U. Ehlers      | 11            | 1             | 3             | 0             | 0                 | 0                 | 0                 | 0                 | 11       | 1      | 3           | 0          |
| J. Emmerich    | 32            | 3             | 2             | 1             | 2                 | 1                 | 0                 | 0                 | 34       | 4      | 2           | 1          |
| S. Günther     | 23            | 1             | 1             | 1             | 2                 | 0                 | 0                 | 0                 | 25       | 1      | 1           | 1          |
| J. Hahnel      | 1             | 0             | 0             | 0             | 1                 | 0                 | 0                 | 0                 | 2        | 0      | 0           | 0          |
| K. Hampf       | 10            | 2             | 1             | 0             | 0                 | 0                 | 0                 | 0                 | 10       | 2      | 1           | 0          |
| S. Helbig      | 21            | 0             | 7             | 0             | 2                 | 1                 | 0                 | 0                 | 23       | 1      | 7           | 0          |
| F. Heller      | 25            | 2             | 2             | 0             | 2                 | 0                 | 0                 | 0                 | 27       | 2      | 2           | 0          |
| D. Jungwirth   | 15            | 0             | 0             | 0             | 1                 | 0                 | 0                 | 0                 | 16       | 0      | 0           | 0          |
| A. Juskowiak   | 29            | 8             | 3             | 0             | 1                 | 0                 | 0                 | 0                 | 30       | 8      | 3           | 0          |
| T. Klinka      | 30            | 4             | 0             | 1             | 2                 | 0                 | 0                 | 0                 | 32       | 4      | 0           | 1          |
| T. Kos         | 28            | 0             | 7             | 1             | 2                 | 0                 | 0                 | 0                 | 30       | 0      | 7           | 1          |
| M. Kurth       | 21            | 1             | 5             | 0             | 2                 | 0                 | 1                 | 0                 | 23       | 1      | 6           | 0          |
| C. Lenze       | 15            | 2             | 3             | 0             | 0                 | 0                 | 0                 | 0                 | 15       | 2      | 3           | 0          |
| H. Liebers     | 26            | 0             | 4             | 0             | 0                 | 0                 | 0                 | 0                 | 26       | 0      | 4           | 0          |
| N. Loose       | 16            | 0             | 1             | 0             | 1                 | 0                 | 0                 | 0                 | 17       | 0      | 1           | 0          |
| C. Mikolajczak | 16            | 0             | 5             | 0             | 1                 | 0                 | 0                 | 0                 | 17       | 0      | 5           | 0          |
| V. Nagorny     | 7             | 0             | 0             | 0             | 1                 | 0                 | 1                 | 0                 | 8        | 0      | 1           | 0          |
| R. Petkov      | 0             | 0             | 0             | 0             | 0                 | 0                 | 0                 | 0                 | 0        | 0      | 0           | 0          |
| D. Siradze     | 7             | 4             | 2             | 0             | 0                 | 0                 | 0                 | 0                 | 7        | 4      | 2           | 0          |
| Z. Tchipev     | 2             | 0             | 0             | 0             | 0                 | 0                 | 0                 | 0                 | 2        | 0      | 0           | 0          |
| R. Trehkopf    | 22            | 1             | 5             | 0             | 2                 | 0                 | 1                 | 0                 | 24       | 1      | 6           | 0          |